# 拉沙佩勒巴斯梅尔
拉沙佩勒巴斯梅尔（法語：La Chapelle-Basse-Mer，法語發音：[la ʃapɛl bas mɛʁ]）是法国卢瓦尔-大西洋省的一个旧市镇，位于该省东部，卢瓦尔河左岸，属于南特区。2016年1月1日，拉沙佩勒巴斯梅尔和相邻的巴尔伯沙合并为新市镇卢瓦尔河畔迪瓦特（Divatte-sur-Loire），并成为政府驻地。

## 地理
拉沙佩勒巴斯梅尔（47°16'18"N, 1°20'17"W）面积22.14 平方千米，位于法国卢瓦尔河地区大区大西洋卢瓦尔省，该省份为法国西北部沿海省份，位于布列塔尼半岛东南部，北起伊勒-维莱讷省，西北接莫尔比昂省，西临大西洋，南至旺代省，东临曼恩-卢瓦尔省。
与拉沙佩勒巴斯梅尔接壤的市镇（或旧市镇、城区）包括：拉瓦雷讷。

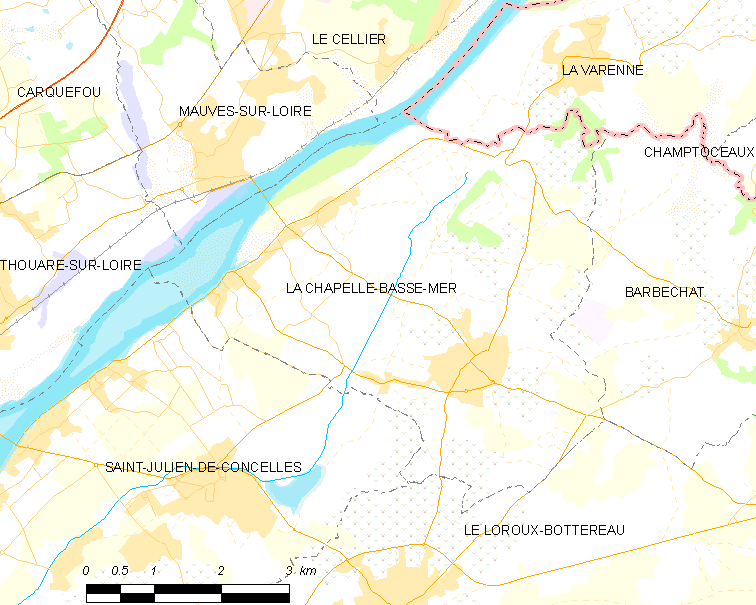
拉沙佩勒巴斯梅尔的OSM定位图

拉沙佩勒巴斯梅尔的时区为UTC+01:00、UTC+02:00（夏令时）。

## 行政
拉沙佩勒巴斯梅尔的邮政编码为44450，INSEE市镇编码为44029。

## 政治
拉沙佩勒巴斯梅尔所属的省级选区为瓦莱特县。

## 人口

1962-2008年间拉沙佩勒巴斯梅尔人口变化图示

拉沙佩勒巴斯梅尔于2018年1月1日时的人口数量为5601人。